# Bolat Nüssipow
Bolat Turaruly Nüssipow (kasachisch Болат Тұрарұлы Нүсіпов, russisch Болат Турарович Нусупов Bolat Turarowitsch Nussupow; * 24. Februar 1971 in Alma-Ata, Kasachische SSR) ist ein kasachischer Diplomat und war 2014–2019 kasachischer Botschafter in Deutschland.

## Leben
Bolat Nüssipow studierte am Institut für Fremdsprachen in Almaty Germanistik und absolvierte anschließend die Diplomatische Akademie Wien. 2005 schloss er ein Studium der Betriebswirtschaftslehre an der Kasachischen Nationalen Technischen Universität Almaty ab.
Im Jahr 1994 begann Nüssipow eine Tätigkeit im Außenministerium der Republik Kasachstan. Bis 1996 war er Referent und später Attaché der Abteilung für europäische Staaten im Außenministerium in Almaty. Anschließend wurde Nüssipow nach Österreich an die kasachische Botschaft in Wien geschickt, bevor er 2002 als Legationsrat und später als Referatsleiter für westeuropäische Staaten der Abteilung für Zusammenarbeit mit Europa und Amerika ins Außenministerium nach Astana zurückkehrte. Von 2005 bis 2010 war er Erster Sekretär und Botschaftsrat sowie Leiter der Wirtschaftsabteilung der Botschaft der Republik Kasachstan in Berlin. Nachdem Bolat Nüssipow zwischen 2010 und 2011 stellvertretender Leiter der Abteilung für Europa im kasachischen Außenministerium war, wurde er zum Botschafter in Deutschland berufen. Dort stand er vom 23. September 2014 bis zum Jahr 2019 der diplomatischen Vertretung vor.
Nüssipow ist verheiratet und hat eine Tochter. Er spricht Deutsch und Englisch.